# DIGNO ケータイ
SoftbankブランドにおけるDIGNO ケータイ（ディグノ ケータイ）は、京セラによって開発されたソフトバンクの第3.9世代移動通信システム（SoftBank 4G LTE）端末である。SoftBank 4G ケータイシリーズのひとつ。モデル番号は501KC。

## 概要
OSにAndroidを搭載するガラケー。Androidを搭載しているため、スマートフォン版のウェブサイトを閲覧することができる。
タッチポインターがキーエリアに搭載されているため、キーエリア内を撫でなぞることで、画面のスクロールやタップが可能。
無料通信アプリのLINEとYahoo!地図を標準装備している。
Google Playを使用することは使用できないため、推薦されている方法でアプリをインストールできない。
2018年1月に、後継機とされるDIGNO ケータイ2が発売された。

## その他機能
| 主な対応サービス | 主な対応サービス     | 主な対応サービス             | 主な対応サービス       |
| ---------------- | -------------------- | ---------------------------- | ---------------------- |
| タッチポインター | フルブラウザ         | Softbank 4G LTE/VoLTE        | バッテリー容量1,500mAh |
| GPS              | ワンセグ（視聴のみ） | デジタルオーディオプレーヤー | 緊急速報メール         |
| 緊急地震速報     | 赤外線通信           | 防水(IPX5/8)･防塵(IP5X)      | 耐衝撃(MIL-STD-810G)   |

## 歴史
- 2015年10月8日 - ソフトバンクより公式発表。3月中旬以降発売予定と発表。
- 2016年2月16日 - 発売日発表。
- 2月19日 - 予約開始。
- 2月26日 - 発売開始。ソフトウェア更新。
- 4月19日 - ソフトウェア更新。
- 8月9日 - ソフトウェア更新。
- 12月6日 - ソフトウェア更新。
- 2017年2月15日 - ソフトウェア更新。
- 4月20日 - ソフトウェア更新。
- 8月31日 - ソフトウェア更新。
- 9月28日 - ソフトウェア更新。
- 9月29日 - 前日公開された更新プログラムに不具合が見つかったため、更新・公開停止[2]。
- 10月31日 - 更新を停止していた9月28日公開のソフトウェアの更新・公開再開。
- 2018年4月19日 - ソフトウェア更新。
- 2019年6月5日 - ソフトウェア更新。